# Karmin
Karmin (aram. kirmiz – czerwień) – barwnik pochodzenia naturalnego, o kolorze nasyconej, głębokiej czerwieni. Chemicznie głównym składnikiem karminu jest kwas karminowy, będący złożoną pochodną hydroksyantrachinonu.
Karmin został odkryty w XVI w. Pierwotnie produkowany był z czerwca o nazwie koszenila (Dactylopius coccus), żerującego na kaktusach meksykańskich oraz z czerwca polskiego. Obecnie używa się jego syntetycznego substytutu takiego jak np. alizaryna. Jeden z najatrakcyjniejszych kolorów wśród substancji naturalnych, nie znalazł jednak większego uznania wśród malarzy z powodu wyjątkowo słabej odporności na światło. Był przez pewien czas używany w farbach olejnych, jednak blaknął, na dłużej zadomowił się w farbach akwarelowych (z natury mniej intensywnych), w barwieniu tkanin oraz technice mikroskopowej. Stosowany jest do produkcji farb, barwienia tkanin oraz barwienia preparatów farmaceutycznych i żywności (symbol E120).
W jedzeniu koszenila może wywoływać ogólnosystemową reakcję alergiczną u uczulonych osób.